# Xestoptera cincta
Xestoptera cincta är en insektsart som beskrevs av Brunner von Wattenwyl 1895. Xestoptera cincta ingår i släktet Xestoptera och familjen vårtbitare. Inga underarter finns listade i Catalogue of Life.